# 班貝格交響樂團
班貝格交響樂團（德語：Bamberger Symphoniker）是位於德國班貝格的著名管弦樂團。1946年由布拉格德國愛樂前團員與來自卡羅維發利與西里西亞的音樂家所成立。2006年三月十六日班貝格交響樂團慶祝六十週年紀念。
長年來由相當具代表性的首席指揮家約瑟夫·凱伯特（Joseph Keilberth， 1950-1968），賀司特·史坦（Horst Stein，1985-1996）與無數計的客座指揮家為此交響樂團擔任指揮。自2000年起，喬納森·諾特（Jonathan Nott）成為交響樂團的首席指揮，並帶領樂團在林肯中心、愛丁堡藝術節等世界名團趨之若鶩的舞臺上獻演。自歐根‧約夫姆（Eugen Jochum）與賀司特·史坦得到榮譽指揮頭銜後，2006年三月授與赫伯特·布隆斯泰特榮譽指揮。
該團是二戰後首個巡演歐美、亞洲和非洲的德國交響樂團。如今，樂團更以溫暖流暢如歌聲般的演奏風格在世界各地聲名遠揚。他們不僅擅長演繹古典時期和浪漫時期的經典名曲，更經常嘗試極具挑戰性的當代優秀作品。
1993年於班貝格雷格尼茲（Regnitz）河畔之演奏廳建築正式完工。先前以多明立克教堂（Domilikaner Kirche，現為班貝格大學大講堂）為演奏場所。
2003年班貝格交響樂團易名為巴伐利亚國家愛樂管弦樂團（Bayerische Staatsphilharmonie），使班貝格交響樂團得到固定的經濟支持。現行名稱為新舊名並列：Bamberger Symphoniker - Bayerische Staatsphilharmonie。

## 外部連結
- 班貝格交響樂團首頁 （页面存档备份，存于）
- 班貝格交響樂團英文首頁 （页面存档备份，存于）
- 班貝格交響樂團的Discogs页面（英文）
- 班貝格雷格尼茲河畔的交響樂 （页面存档备份，存于）